# Ruja
Ruja è un comune rurale polacco del distretto di Legnica, nel voivodato della Bassa Slesia.
Ricopre una superficie di 73,37 km² e nel 2004 contava 2 667 abitanti.